# Bass Rock
Bass Rock är en ö i Storbritannien. Den ligger i kommunen East Lothian i Skottland. Närmaste större samhälle är North Berwick, 6 km sydväst om Bass Rock.
Ön består av en klippa med branta sidor. Den högsta punkten är 107 m över havet. På ön finns ett fyrtorn, byggt 1902, och ruiner av ett slott och ett kapell.
En stor mängd fåglar häckar på ön, bland annat världens största koloni av havssulor vars latinska namn Morus bassanus baseras på öns namn. 